# Sunday Jang
Sunday Jang (ur. 1 sierpnia 1970) – kameruński piłkarz występujący na pozycji pomocnika.

## Kariera klubowa
W swojej karierze Jang występował między innymi w kameruńskim zespole Olympic Mvolyé.

## Kariera reprezentacyjna
W latach 1995–1996 w reprezentacji Kamerunu Jang rozegrał 11 spotkań. W 1996 roku został powołany do kadry na Puchar Narodów Afryki. Zagrał na nim w meczach z Południową Afryką (0:3), Egiptem (2:1) i Angolą (3:3), a Kamerun zakończył turniej na fazie grupowej.